# Smorfia (espressione facciale)

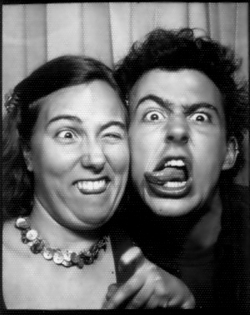
Esempi di smorfie

La smorfia è un'espressione facciale umana, consistente nel contorcimento dei muscoli del volto, che ne altera il normale atteggiamento, specialmente in presenza di sensazioni di dolore e sgradevoli. Ma avviene anche per burla, specialmente nei bambini.

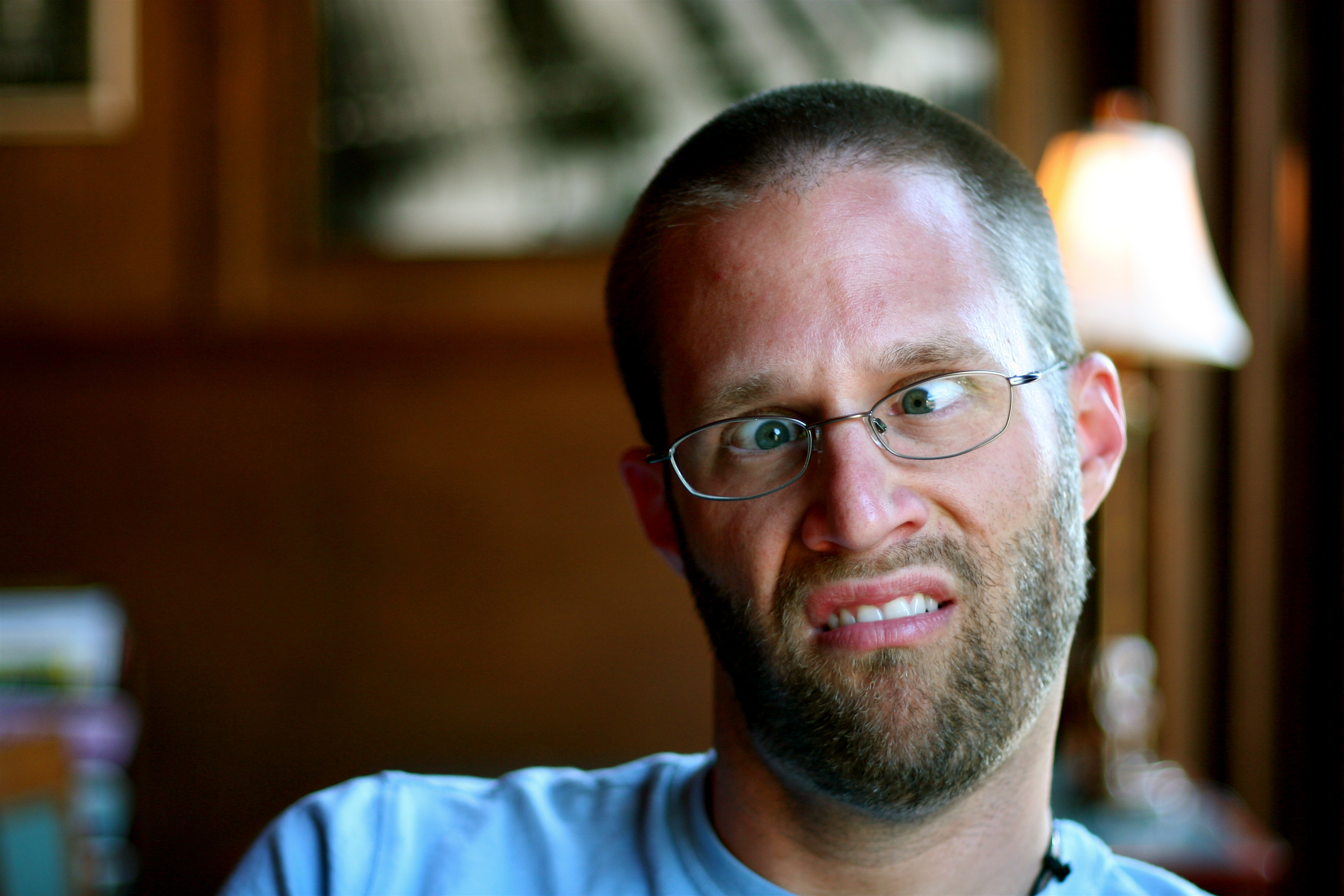
Un altro esempio di smorfia o faccia buffa

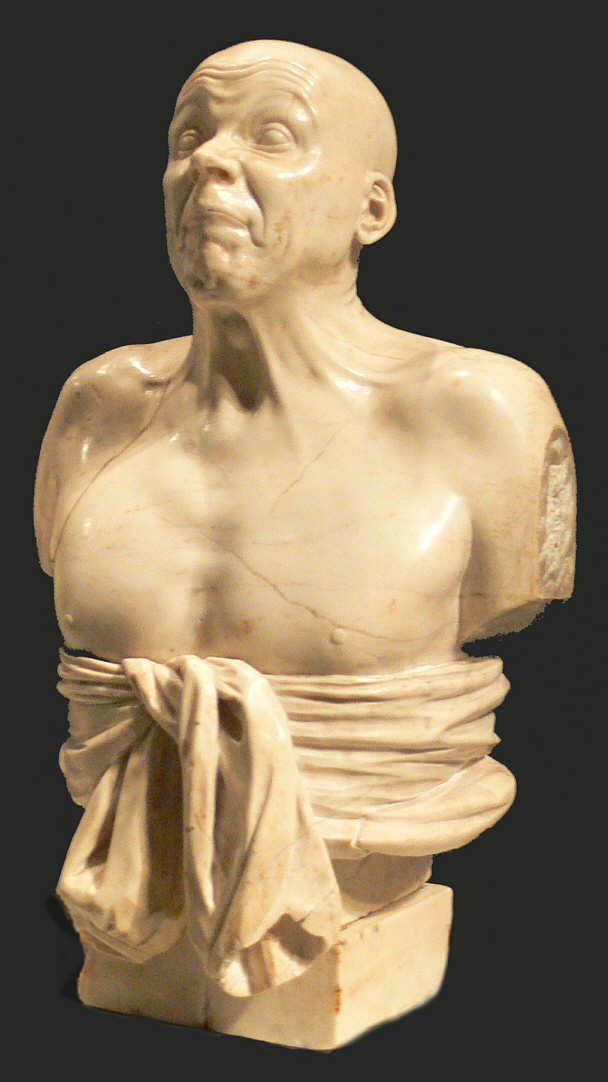
Un busto scolpito da Franz Xaver Messerschmidt